# Elías Ayala
Elías Ayala (* 19. September 1870 in Pilar, Departamento Ñeembucú; † 1968 in Asunción) war ein paraguayischer Offizier und Politiker, der unter anderem zwischen 1938 und 1939 Außenminister war.

## Leben
Elías Ayala, Sohn von Cipriano Ayala und dessen Ehefrau Isabel Mendoza, besuchte das Colegio Nacional in Asunción und absolvierte eine Ausbildung an der Schule der argentinischen Marineschule (Escuela Naval Argentina), die er 1894 als einer der Jahrgangsbesten abschloss. 1904 nahm er als Kommandant der Constitucion an der von General Benigno Ferreira geführten Revolution teil. Nachdem er 1905 Sekretär im Kriegs- und Marineministerium war, bildete er zwischen 1906 und 1908 mit dem Argentinier Domingo Krause die Paraguayisch-Argentinischen Grenzkommission (Comisión Tecnica Binacional), die sich insbesondere mit der Grenzregion am Río Pilcomayo befasste. Danach arbeitete er als Mathematiklehrer an verschiedenen Sekundarschulen und war Mitglied der Wissenschaftlichen Gesellschaft (Sociedad Científica del Paraguay). Er fungierte zwischen 1920 und 1922 Direktor der Ingenieurabteilung der Vermessungsschule (Escuela Agrimensura). 1928 war er während der Krise zwischen beiden Ländern kurzzeitig Geschäftsträger der Gesandtschaft in Bolivien sowie von 1931 bis 1934 Mitglied der Paraguayisch-Brasilianischen Grenzkommission. Nachdem er zwischen 1935 und 1936 Mitglied des Obersten Militärrates war, fungierte er 1937 als Chef des Stabes des Heeres.
1938 wurde Ayala als Nachfolger von Cecilio Báez von Staatspräsident Félix Paiva als Außenminister (Ministro de Relaciones Exteriores) in dessen Regierung berufen, der er bis 1939 angehörte. Während der ersten Amtsperiode von Staatspräsident Higinio Morínigo war er zwischen 1941 und 1944 Mitglied des Staatsrates (Consejo de Estado). Er engagierte sich zudem im Verband ehemaliger Offiziere (Círculo Jefes y Oficiales Retirados) sowie im Paraguayisch-Argentinischen Kulturzentrum (Centro Cultural Paraguayo Argentino).
Er war mit Alaría Ana Moscarda verheiratet.